# SEAT León
O León é um hatch de porte médio produzido pela montadora espanhola SEAT. Na primeira geração compartilhou a plataforma com o VW Golf, o Audi A3 e o Škoda Octavia, o sedã SEAT Toledo de 2ª geração foi baseado na 1ª do Seat León. O León está em concorrência com o Citroën C4, Peugeot 308 (Carro do ano na Europa de 2014), Citroën C4L (CAR Awards 2014), Renault Mégane (Carro do Ano na Europa de 2003).
Chegou a segunda geração em 2005 sendo baseado no Volkswagen Golf MK5, também compartilhando chassi com Audi A3 e Škoda Octavia, nesta geração não a versão sedã do León, uma vez que o Seat Toledo passou a ser baseado no SEAT Altea, ainda não existe uma versão baseada no Golf MK6. É um dos carros mais utilizados pelas equipas de WTCC organizada pela FIA junto com o BMW 320si e entre outros. Atualmente a SEAT é a equipe campeã de WTCC.
No Salão Automóvel de Frankfurt de 2013 foi lançada uma nova versão do SEAT LeÓn, o SEAT Leon ST que pode ver aqui em 360º.

## Galeria
- Primeira geração (1998-2005)
- Segunda geração (2005-2012)
- Terceira geração (2012-2020)
- Quarta geração (2020-)